# The Sunday Service of the Methodists
The Sunday Service of the Methodists (em português: O Serviço Dominical dos Metodistas), com The Sunday Service of the Methodists; With Other Occasional Services sendo o título completo, é o primeiro livro litúrgico cristão dado às igrejas metodistas por seu fundador, John Wesley. Tem sua base no Livro de Oração Comum de 1662. Foram produzidas edições para metodistas no Império Britânico e na América do Norte.
The Sunday Service of the Methodists influenciou imensamente os textos litúrgicos metodistas posteriores. A Ordem para a Oração Matutina para a Igreja Episcopal Metodista, por exemplo, é adaptada do The Sunday Service of the Methodists. O mais recente Livro de Adoração para a Igreja e o Lar republicou a Oração Matutina usada no The Sunday Service of the Methodists. Muitos dos ritos litúrgicos, como o da eucaristia, em "O Ritual" de The Discipline of The Allegheny Wesleyan Methodist Connection preservaram várias orações publicadas no The Sunday Service of the Methodists.